# Darkane
Darkane ist eine schwedische Thrash-Metal-Band, die 1998 gegründet wurde. 

## Geschichte
Christofer Malmström und Peter Wildoer, ehemalige Mitglieder der aufgelösten Band Agretator, stellten 1998 ein neues Line-Up auf. Klas Ideberg an der Gitarre und Jörgen Löfberg am Bass vervollständigten dieses. Ihre ersten Lieder wurden 1998 auf dem Sampler WAR dance ihres damaligen Labels War Music veröffentlicht. Im selben Jahr begannen sie mit der Studioarbeit für das erste Album, bei dem der kurz vorher beigetretene Sänger Lawrence Mackrory den Gesangsteil übernahm. Das Album erschien 1999 unter dem Namen Rusted Angel und bekam viel Aufmerksamkeit. Nach etlichen Touren begaben sie sich erneut ins Studio um ihr zweites Album aufzunehmen. Es kam jedoch zu Schwierigkeiten mit Sänger Lawrence Mackrory, der anschließend austrat. Als Ersatz wurde Andreas Sydow gefunden, mit dem sie das zweite Album Insanity aufnahmen. Dieses brachte ihnen einen Vertrag mit Nuclear Blast ein. Die anschließende Tour scheiterte und man nahm das dritte Album mit dem schon seit Rusted Angel engagierten Produzenten Daniel Bergstrand auf. Danach tourte man ausgiebig. 2005 erschien mit Layer of Lies ihr viertes Album. Im Oktober 2008 erschien ihr fünftes Album Demonic Art über Massacre Records. Im Sommer 2011 stieg Sänger Jens Broman aus persönlichen Gründen aus und wurde durch den Originalfrontmann Lawrence Mackrory ersetzt.

## Diskografie
- 1999: Rusted Angel
- 2001: Insanity
- 2002: Expanding Senses
- 2005: Layers of Lies
- 2008: Demonic Art
- 2010: Layers of Live
- 2013: The Sinister Supremacy
- 2022: Inhuman Spirits